# Cimetberg
De Cimetberg, of Cemetberg, is een berg in Alpes-de-Haute-Provence, Frankrijk.

## Trivia
- In de nacht van 1 september 1953 stortte Air France-vlucht 178 tegen de top van de berg.